# 阿纳塔尔
阿纳塔尔是德国黑森州的一个市镇。总面积18.03平方公里，总人口7931人，其中男性3877人，女性4054人（2011年12月31日），人口密度440人/平方公里。